# Suguru Gotō
Pour les articles homonymes, voir Goto.
 (septembre 2016).
Suguru Gotō (後藤 英, Gotō Suguru) est un compositeur, performeur et artiste nouveau média né au Japon.
Il intègre dans des performances artistiques et expérimentales les nouvelles technologies telles que mapping vidéo, Kinect, capture de mouvement et robots. Il invente également des instruments de musique virtuels, qui font l'interface entre les mouvements humains et l'ordinateur. Il était chercheur à l'IRCAM entre 1995 et 2001 et est actuellement professeur à Tokyo University of the Arts.

## Biographie
Après avoir étudié le piano et la composition au Japon, Suguru Gotō est allé aux États-Unis et a continué ses études au conservatoire de New England à Boston. Il a ensuite suivi une maîtrise à l'université technique de Berlin et HDK à Berlin. Sous la direction de Dieter Schnebel, professeur de musique expérimentale, Suguru Gotō a commencé à pratiquer les combinaisons de plusieurs représentations : le son, la dance et l'image. Ayant poursuivi ses recherches à l'IRCAM et à l'université de Paris, il demeure à Paris depuis 20 ans. Ayant été invité à la Biennale de Venise en 2009, il a présenté sa performance RoboticMusic. En 2016, son premier livre Emprise a été publié à Tokyo. Suguru Gotō y a traité de l'histoire et du développement des musiques électronique et assistée par ordinateur, en suivant les évolutions depuis l'époque du romantisme. Cette même année, son premier CD est sorti chez Athor Harmonics. Pour fêter la sortie, Suguru Gotō a présenté sa performance audio-visuelle CsO en mars 2016 à Tokyo. Trois artistes ont coopéré avec lui : Antoine Schmitt, Lucio Arese et Patrick Defasten.
Suguru Gotō a étudié la composition avec Lukas Foss et Earl Brown aux États-Unis, Robert Cogan au conservatoire de Nouvelle Angleterre à Boston, Dieter Schnebel à Berlin, et Tristan Murail et Philippe Manoury à l'IRCAM, Paris.

## Œuvres (sélection)
- SuperPolm : L’instrument a la forme d’un violon et fait l'interface entre l'interprète et l'ordinateur ; ce dernier joue des sons que fait varier la programmation.
- RoboticMusic : Cette interprétation comporte cinq robots musiciens. Ces robots sont capables de surpasser les capacités de l'être humain en vitesse de tempo et en complexité du jeu.
- CsO : Cso signifie « Corps sans organe », un concept utilisé dans « Mille plateaux » de Deleuze et Guattari, et la pièce radiophonique d'Antonin Artaud « Pour en finir avec le jugement de Dieu ». Mélangeant et reconstruisant des montages sonores et visuels, cette œuvre aborde le sujet « Corps artificiel et corps réel ».
- Augmented Body and Virtual Body : Avec de tels systèmes interactifs image et son, un danseur, qui porte une combinaison lui permettant de contrôler les robots qui jouent les instruments, et les images sur un grand écran.
- netBody : Ce spectacle a pour objet de relier les mondes réel et virtuel de Second Life, un programme informatique (MMORPG). Les gestes d'un danseur « du monde réel » contrôlent un personnage virtuel, tandis qu'un autre personnage virtuel indique à ce danseur les mouvements qu'il doit exécuter.
- Duali : Utilisant la capture de mouvement, la wifi et un programme, cette représentation implique de la danse, de l'image et du son. Duali, de dualisme, est une chorégraphie qui lie deux êtres humains de genre différents, « homme-femme » en interaction avec une machine, homme-machine dans deux espaces distincts 'virtuel-réel' avec des temporalités distinctes[2].
- Hypnoid : Cette représentation consiste en une chorégraphie pour une danseuse et son entité numérique. Le geste de la danseuse est utilisé en tant qu’instrument jouant avec le son et l'image : les mouvements de la danseuse sont numérisés via une interface de capture de mouvement et ces données numériques sont ensuite traduites en images et en sons.

Suguru Gotō a publié au Japon un important ouvrage sur l'informatique musicale et la musique électroacoustique. Cette monographie comprend une partie historique et des sections développées sur les systèmes interactifs. C'est une contribution majeure pour l'enseignement et la diffusion des pratiques dans ce domaine. L'ouvrage s'intitule Emprise (エンプリズ) et a été publié en 2016 par Enjoying Culture Editions.

## Récompenses[3]
- Prix Ars Electronica 2013 Digital Musics & Sound Art, Prix Honorifique Mention (2013)
- The 2013 Kao International Kinetic Art Competition Awards, prix deuxième the 2nd prize (Florida, 2013)
- Action Sharing 2 (Italie, 2011)
- Prix honorifique de sonorité électronique, File Prix Lux, (Brésil, 2010)
- DICREAM, ministère de la Culture français (Paris, 2010)
- OFQJ-Prix de danse et nouvelle technologie au Festival international Bains numériques #4 à Enghien-les-Bains (France 2009)
- Prix de musique théâtre 2008 (Berlin, 2008)
- DICREAM, ministère de la Culture français (Paris, 2008)
- DICREAM, ministère de la Culture français (Paris, 2002)
- Berliner Kompositionaufträge, ministère de la culture allemande (Berlin, 1993)
- Premier prix au Marzena (Seattle, 1990)
- Bourse de l'Orchestre symphonique de Boston (Boston, 1989)
- Prix Koussevitzky, festival musique Tanglewood (États-Unis, 1989)